# Mordechai Schlein
Mordechai Schlein (1930–1944), genannt Motele, war ein dreizehnjähriger jüdischer Junge aus Belarus, der sich in der Ukraine dem Widerstand gegen den Nationalsozialismus anschloss und dem es gelang, einen Bombenanschlag zu verüben, bei dem über 200 Nazi-Offiziere getötet wurden. Sein Schicksal und seine Geschichte sind bis heute weitgehend unbekannt geblieben.

## Leben
Mordechai Schlein wurde 1930 in einem belarussischen Stetl namens Karmanowka in eine relativ arme jüdische Familie geboren. Schon sehr früh zeigte er ein großes musikalisches Talent und erlernte ab seinem achten Lebensjahr das Geigenspiel, worin er es bald zu einer außergewöhnlichen Virtuosität brachte. Am 22. Juni 1941 nahmen die Nazis Belarus ein und in der Folge besetzten die Nationalsozialisten auch Mordechais Geburtsstadt, wurden von den Einwohnern über die Wohnstätten der dort lebenden Juden informiert und trieben alle Juden, derer sie habhaft werden konnten, zusammen und töteten oder deportierten sie. Zu diesem Zeitpunkt gab es nur zwei jüdische Familien in Karmanowka: die Schleins und die Gernsteins. Mordechais Eltern und seine jüngere Schwester Baschiale wurden nach Auschwitz verbracht, wo sie umkamen. Mordechai, der sich zu diesem Zeitpunkt bei den Gernsteins aufhielt, versteckte sich auf dem Dachboden, während die Familie Gernstein getötet wurde und er deren Schreie bis nach oben hörte. Mordechai wurde nicht gefunden und floh noch in derselben Nacht mit seiner Geige in den Wald, wo er bald auf einen Mann namens Mischa („Onkel Mischa“) traf, bei dem es sich um Mosche Gildenmann handelte, der eine jüdische Partisaneneinheit befehligte, die als „Mischas Gruppe“ bekannt war. Mosche Gildenmann und sein Sohn Simcha waren vor dem Krieg Teil der 6000 Personen umfassenden jüdischen Gemeinde in Korez in der Ukraine, von wo sie, nachdem die Nazis den Ort eingenommen hatten, nur ausgerüstet mit zwei Pistolen und einem Schlachtermesser, in den Wald Richtung Belarus geflohen waren, wo es ihnen nacheinander gelang, mehrere kleinere Nazigruppen erfolgreich anzugreifen und deren Waffen (Maschinengewehre, Pistolen, Handgranaten etc.) habhaft zu werden.
Mosche Gildenmann nahm sich Mordechais an, gewährte ihm einen dauerhaften Aufenthalt im Partisanenlager und bildete ihn aus. Ausgestattet mit falschen Papieren, wurde Mordechai, der blonde Haare hatte und nicht typisch jüdisch aussah, dann 1943 angewiesen, sich in Owrutsch, im Norden der Ukraine, einer Bettlerschar vor der Kirche, die sich dort regelmäßig versammelte, anzuschließen und auf seiner Geige beliebte ukrainische Volksweisen zu spielen, die Mordechai zuvor erlernt und eingeübt hatte. Er spielte so gut, dass sich eine Menschenmenge versammelte, um sein Spiel zu hören, darunter ein deutscher Offizier, der ihn von seinem Platz fortriss und in ein von den Besatzern beliebtes Restaurant führte. Es wurde ihm befohlen, gemeinsam mit einem älteren Klavierspieler aufzutreten. Mordechai spielte so gut, dass er fortan jeden Tag auftreten sollte. Während seines Geigenspiels hörte er die Diskussionen über die verschiedenen Truppenbewegungen der Nazis und berichtete dann „Mischa“, der dann die anderen Partisanengruppen informierte, was und wo die Nazis als Nächstes angreifen würden. Mordechai belauschte auch die Soldaten, die von der Ostfront zurückkehrten, und sammelte so eine Menge nützlicher Informationen.
Eines Tages bemerkte er große Risse im Fundament eines der Lagerräume des Restaurants und heckte gemeinsam mit „Onkel Mischa“, dem er davon berichtet hatte, einen Plan aus, Sprengstoff in den Rissen zu deponieren. Da es nun Erntezeit war und viel Verkehr zwischen dem Dorf und umgebenden Land herrschte, konnte Mordechai sich in den Wald schleichen und mit seinem Geigenkasten nach und nach 18 Kilogramm Sprengstoff in das Gebäude transportieren, wobei er in den Spielpausen den Sprengstoff in die Kellerwände stopfte. Nach jeder Aufführung versteckte Mordechai seine Geige im Gebäude, ging mit einem leeren Geigenkasten hinaus und kam mit dem Geigenkasten voller Sprengstoff zurück und deponierte immer mehr Sprengstoff in den Wänden des Restaurants.
Wenn Mordechais jüdische Identität erkannt worden wäre, dann drohte ihm sichere Folter und Tod. Und „Mischas“ Gruppe könnte verfolgt und liquidiert werden. Mordechai war sich auch bewusst, dass wenn man ihn je beobachtet hätte oder wenn seine Geige entdeckt worden wäre, hätte dies ebenfalls sein Ende bedeutet.
Mordechai wartete dann auf den richtigen Moment, um zuzuschlagen. Dieser kam, als Mitglieder einer SS-Division auf dem Weg zur Front zu Besuch kamen und in großer Zahl das Restaurant aufsuchten. Nachdem er bis tief in den Abend mit seinem Begleiter Musik vorgespielt hatte, begab sich Mordechai in den Keller, wo es stockdunkel war, als die mittlerweile betrunkenen Deutschen das Klavier übernahmen. Im Dunkel des Kellers fand er das Ende der Zündschnur und ließ den ganzen Sprengstoff hochgehen. Als er auf dem Rückweg seine Partisanenkollegen erreichte, soll er seine geballte Faust in den Himmel gestreckt und ausgerufen haben: „Das ist für meine Eltern und die kleine Baschiale“. Bei der Explosion kamen über 200 Nazi-Offiziere ums Leben.
Mordechai sollte den Krieg nicht überleben. Er war gerade 14 Jahre alt, als er 1944 bei einem deutschen Bombardement getötet wurde. Gildenman nahm Mordechais Geige an sich und nahm sie mit nach Berlin, dann nach Paris und schließlich nach Israel, wo er 1957 starb. Die Geige geriet für viele Jahrzehnte in Vergessenheit, bis sie von einem Instrumentenbaumeister in Israel restauriert und Yad Vashem mit der Auflage übergeben wurde, sie für Aufführungen zur Verfügung zu stellen. Heute als „Motele-Violine“ bekannt, wird sie mehrmals im Jahr in Konzerten gespielt.